# 1358 هـ
1358 هـ هي سنة في التقويم الهجري امتدت مقابلةً في التقويم الميلادي بين سنتي 1939 و1940.

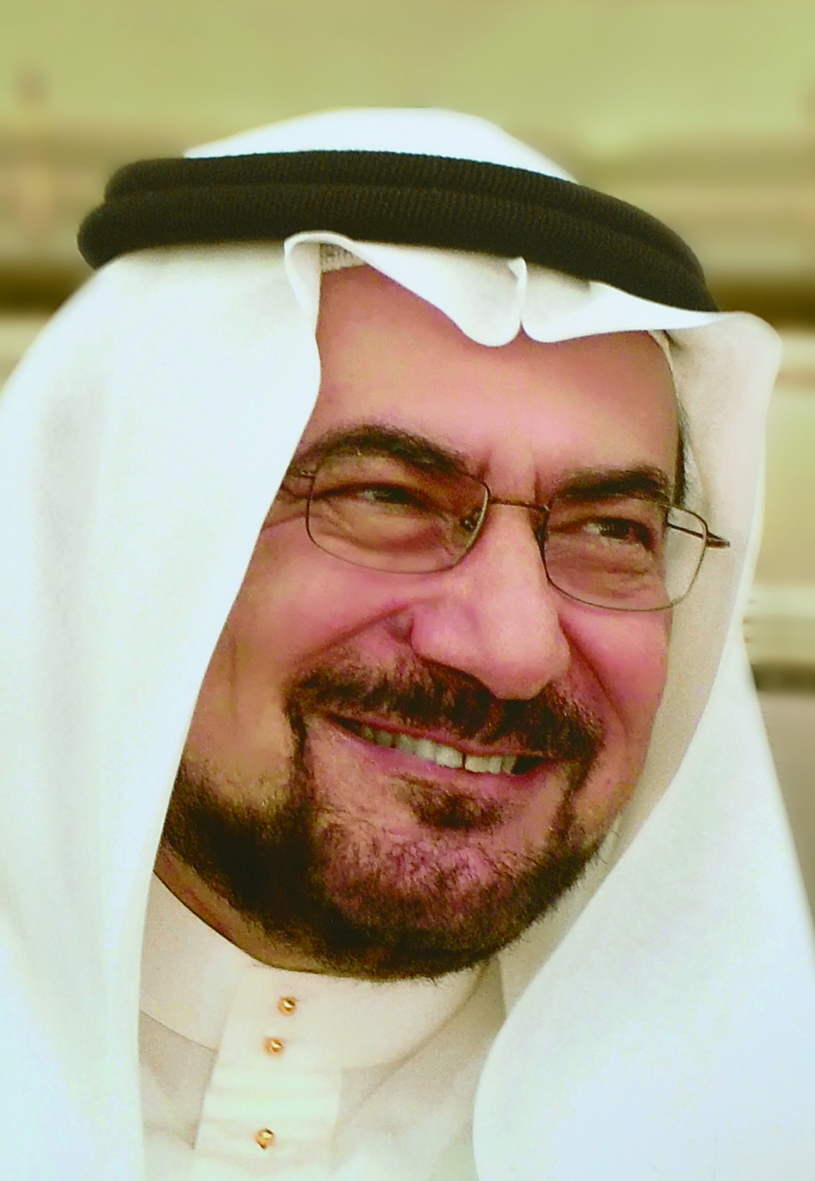
إياد بن أمين مدني

## أحداث
- إندلاع الحرب العالمية الثانية

## مواليد
- علي خامنئي
- عثمان عبد الملك
- رجاء البدر

## وفيات
- الحسن بن محمد الغسال
- برنهارد مورتس
- تشارلس هوراس مايو
- خلوصي يازغان
- سليم باشا الموصلي
- شريف الموصلي
- عبد الكريم الأرومي
- فنسنك
- محمد مهدي القزويني
- محمد مهدي المازندراني
- طنطاوي جوهري
- عبد الحميد بن باديس
- مهدي المازندراني